# O filii et filiae

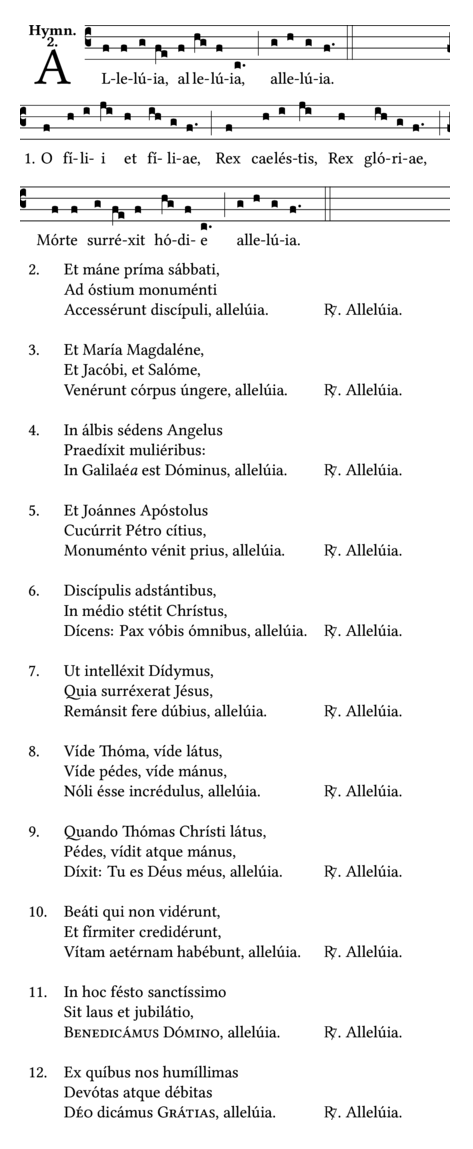
O filii et filiae

O filii et filiae (O zonen en dochters) is een gregoriaanse hymne die in de Rooms-Katholieke Kerk vooral wordt gezongen in de Paastijd. De tekst van de hymne werd in de vijftiende eeuw gedicht door Jean Tisserand O.F.M. en bestond oorspronkelijk uit negen coupletten. 
De hymne maakt geen deel uit van de vaste liturgie, maar wordt gezongen bijvoorbeeld als openingszang of tijdens het uitreiken van de Communie. Het lied heeft het karakter van een beurtzang waarbij de coupletten meestal worden gezongen door een koor terwijl de hele gemeenschap het alleluia herhaalt. 

## Tekst
| Latijn | Nederlands |
| --- | --- |
| Alleluia, alleluia, alleluia. O filii et filiae, Rex caelestis, Rex gloriae, Morte surrexit hodie, alleluia. Alleluia, alleluia, alleluia. Et mane prima sabbati, Ad ostium monumenti Accesserunt discipuli, alleluia. Alleluia, alleluia, alleluia. Et Maria Magdalene Et Jacobi, et Salome, Venerunt corpus ungere, alleluia. Alleluia, alleluia, alleluia. In albis sedens Angelus Praedixit mulieribus: In Galilaea est dominus, alleluia. Alleluia, alleluia, alleluia. Et Joannes Apostolus Cucurrit Petro citius, Monumento venit prius, alleluia. Alleluia, alleluia, alleluia. Discipulis adstantibus, In medio stetit Christus, Dicens: pax vobis omnibus, alleluia. Alleluia, alleluia, alleluia. Ut intellexit Didymus Quia surrexerat Jesus, Remansit fere dubius, alleluia. Alleluia, alleluia, alleluia. Vide, Thoma, vide latus, Vide pedes, vide manus, Noli esse incredulus, alleluia. Alleluia, alleluia, alleluia. Quando Thomas Christi latus, Pedes vidit atque manus Dixit: Tu es Deus meus, alleluia. Alleluia, alleluia, alleluia. Beati qui non viderunt, Et firmiter crediderunt, Vitam aeternam habebunt, alleluia. Alleluia, alleluia, alleluia. In hoc festo sanctissimo Sit laus et jubilatio, Benedicamus Domino, alleluia. Alleluia, alleluia, alleluia. Ex quibus nos humillimas Devotas atque debitas Deo dicamus gratias, alleluia. Alleluia, alleluia, alleluia. | Alleluia, alleluia, alleluia. O zonen en dochters, de hemelse Koning, de koning der glorie, is heden van de dood opgestaan. Alleluia. Alleluia, alleluia, alleluia. En in de morgen van de eerste dag der week, naderden de leerlingen de ingang van het graf. Alleluia. Alleluia, alleluia, alleluia. Maria Magdalena en de moeder van Jacobus en Salome kwamen het lichaam balsemen. Alleluia. Alleluia, alleluia, alleluia. Een Engel was daar neergezeten in witte klederen en sprak tot de vrouwen: de Heer is in Galilea. Alleluia. Alleluia, alleluia, alleluia. En de Apostel Johannes liep sneller dan Petrus en kwam het eerst bij het graf. Alleluia. Alleluia, alleluia, alleluia. Terwijl de leerlingen vergaderd waren, stond Christus in hun midden en sprak: Vrede zij met u allen. Alleluia. Alleluia, alleluia, alleluia. Toen Didymus vernam, dat Jezus was verrezen, bleef hij nog twijfelen. Alleluia. Alleluia, alleluia, alleluia. Zie, Thomas, zie mijn zijde, zie mijn voeten en mijn handen; wees niet ongelovig. Alleluia. Alleluia, alleluia, alleluia. Toen Thomas Christus' zijde zag, zijn voeten en zijn handen, zei hij: Gij zijt mijn God. Alleluia. Alleluia, alleluia, alleluia. Zalig zij, die niet gezien en vast geloofd hebben; zij zullen het eeuwige leven bezitten. Alleluia. Alleluia, alleluia, alleluia. Op dit hoogheilig feest weerklinke lof en jubel; laten wij de Heer zegenen. Alleluia. Alleluia, alleluia, alleluia. Brengen wij voor dit alles nederig en eerbiedig aan onze God verschuldigde dank. Alleluia. Alleluia, alleluia, alleluia. |